# Блэк, Иан
Иан Блэк (англ. Ian Black; 1954—2006) — бывший шотландский профессиональный игрок в снукер.

## Биография и карьера
Родился 11 декабря 1954 года.
Профессионал с 1981 года. Карьера профессионального игрока длилась 12 лет.
Наивысшее достижение — выход в 1/16 Чемпионата Великобритании в 1983 году.
18 февраля 1989 года на Чемпионате Шотландии в матче с Ианом Блэком Джон Ри сделал свой единственный максимальный брейк.
Умер 25 октября 2006 года.